# Cornufer cheesmanae
Espèce
Synonymes
- Platymantis cheesmanae Parker, 1940

Statut de conservation UICN

 DD  : Données insuffisantes
Cornufer cheesmanae est une espèce d'amphibiens de la famille des Ceratobatrachidae.

## Répartition
Cette espèce est endémique de Nouvelle-Guinée. Elle se rencontre dans les monts Cyclope dans la province de Papouasie en Indonésie et dans les monts Bewani dans la province de Sandaun en Papouasie-Nouvelle-Guinée.

## Étymologie
Cette espèce est nommée en l'honneur de Lucy Evelyn Cheesman (1881–1969).

## Publication originale
- Parker, 1940 : Undescribed anatomical structures and new species of reptiles and amphibians. Annals and Magazine of Natural History, sér. 11, vol. 5, p. 257-274.